# Mojave (film 2015)
Mojave è un film del 2015 scritto e diretto da William Monahan, con protagonisti Garrett Hedlund e Oscar Isaac.
Il film è stato presentato in anteprima mondiale al Tribeca Film Festival il 18 aprile 2015.

## Trama
Tom, regista di successo di Hollywood, si sta riprendendo da una festa tutta la notte. Sta ancora soffrendo per il suo pesante bere e la sua "fidanzata" sta ancora dormendo nel letto mentre il sole sorge. Tom decide di scappare da tutto andando nel deserto con la sua jeep solo per incontrare un inaspettato antagonista, che è un vagabondo omicida di nome John "Jack" Jackson. Tom anticipa le motivazioni di Jack quando Jack visita il suo campo di notte e lo manda via dal suo campo disarmato dal suo fucile e dalle sue munizioni. Jack è armato con un coltello da Bowie che aveva nascosto e appeso all'interno del suo cappotto. Tom riesce a difendersi con un coltello retrattile più piccolo che trasporta e che è in grado di estrarre in tempo per sopraffare Jack e buttarlo fuori dal campo.
Il giorno dopo, Tom è ancora nel deserto e non può tornare a L.A. perché in precedenza si era ribaltato nella sua jeep e non poteva recuperare il veicolo disabile. Trascorre la notte in una grotta e quando una figura appare nell'ingresso, assume che sia lui che sta tornando a derubarlo e spara alla figura, uccidendolo all'istante. Ad un'ispezione più ravvicinata, dimostra di non essere Jack, ma un agente di polizia di pattuglia che Tom ha inavvertitamente ucciso. Dato che il fucile è quello che ha preso da Jack mentre lo disarmava, Tom lascia la scena con il fucile lasciato indietro intenzionalmente per far sembrare Jack il colpevole. Nel frattempo, Jack scopre separatamente la jeep abbandonata nel deserto il giorno successivo e riesce a trovare un modulo di registrazione compilato con il nome e l'indirizzo di Tom all'interno. Jack sente che, con le sue informazioni sui misfatti di Tom, può ora tornare su L.A. e usare le informazioni per ricattare Tom per alcune centinaia di migliaia di dollari. Inizia a fare l'autostop su L.A.
Tom torna da L.A. per conto suo senza sapere nulla dei piani di Jack per affrontarlo con la sua scoperta dell'identità di Tom e dei suoi misfatti nel deserto. Quando Jack finalmente affronta Tom, è Tom che dice a Jack che il suo piano è molto poco sviluppato e che ha lasciato tracce nel deserto, come il fucile di Jack sulla scena delle riprese, che quasi certamente condannerà Jack di il crimine. Jack vede che è stato superato. Nel frattempo, la polizia scopre l'ufficiale morto rimasto nel deserto e inizia a raccogliere prove. Jack e Tom devono ora scoprire quale delle loro storie prevarrà.

## Produzione
Il 22 marzo 2012 viene annunciato l'avvio del progetto della Atlas Independent, con William Monahan alla regia di una sua stessa sceneggiatura. La Henceforth Pictures partecipa alla produzione della pellicola, mentre la Relativity International co-finanzia il tutto.

### Cast
Il 4 dicembre 2012 vengono annunciati come protagonisti gli attori Oscar Isaac e Jason Clarke. Il 16 maggio 2013 l'attore Garrett Hedlund prende il posto di Jason Clarke. Il 21 marzo 2014 l'attore Mark Wahlberg dichiara di aver girato delle scene del film in un ruolo minore.

### Riprese
Le riprese del film si svolgono nel Deserto del Mojave ed a Los Angeles nella fine del 2013.

## Colonna sonora
Il 10 luglio 2014 viene annunciato che la colonna sonora sarà composta da Andrew Hewitt.

## Distribuzione
Il 7 novembre 2013 vengono diffuse le prime immagini ufficiali del film. Il 20 aprile 2015 viene diffusa la prima clip promozionale del film.
La pellicola è stata presentata al Tribeca Film Festival il 18 aprile 2015.